# Anna Sergejewna Sen
Anna Sergejewna Sen (russisch Анна Сергеевна Сень; englisch Anna Sen; * 3. Dezember 1990 in Krasnodar, Russische SFSR, Sowjetunion) ist eine russische Handballspielerin.

## Karriere
Sen spielte bis 2010 beim russischen Erstligisten GK Kuban Krasnodar. Mit Kuban stand sie in den Spielzeiten 2008/09 und 2009/10 im Viertelfinale des EHF-Pokals. Im Sommer 2010 wechselte die Rechtshänderin zum Ligarivalen Swesda Swenigorod, bei dem sie im linken und rechten Rückraum spielte. Ein Jahr später unterzeichnete sie einen Vertrag beim russischen Verein GK Rostow am Don. In der Saison 2014/15 spielte sie beim ungarischen Erstligisten Győri ETO KC. Mit Győr gewann sie 2015 den ungarischen Pokal. Anschließend kehrte sie zu GK Rostow am Don zurück. Mit Rostow gewann sie 2017 den EHF-Pokal sowie 2017, 2018, 2019, 2020 und 2022 die russische Meisterschaft.
Sen absolvierte bislang 158 Partien für die russische Nationalmannschaft. Mit der russischen Juniorinnen-Nationalmannschaft wurde sie 2010 Vizeweltmeisterin. Ein Jahr zuvor belegte Sen den 3. Platz bei den Juniorinnen-Europameisterschaften und wurde mit 48 Treffern Torschützenkönigin des Turniers. Bei der Jugend-Weltmeisterschaft 2008 holte Sen sich mit der russischen Auswahl den WM-Titel. Bei den Olympischen Spielen 2016 in Rio de Janeiro gewann sie die Goldmedaille. Bei der Europameisterschaft 2018 errang sie die Silbermedaille. Bei der Weltmeisterschaft 2019 gewann sie mit der russischen Auswahl die Bronzemedaille. Im Turnierverlauf erzielte sie 35 Treffer. Mit der russischen Auswahl gewann sie die Silbermedaille bei den Olympischen Spielen in Tokio. Sen erzielte im Turnierverlauf insgesamt acht Treffer.